# 過敏原測試
過敏原測試是一種可以帮助受試者找出其过敏原（即受試者對哪些物質過敏）的診斷方法。國家衛生院建议使用过敏血液测试或皮肤试验来确定过敏原。